# Skupie
Skupie [pronunciación en polaco: /ˈskupjɛ/] es un pueblo ubicado en el distrito administrativo de Gmina Cegłów, dentro del Condado de Mińsk, Voivodato de Mazovia, en el este de Polonia central. Se encuentra aproximadamente a 8 kilómetros al sur de Cegłów, a 17 kilómetros al sureste de Mińsk Mazowiecki, y a 54 kilómetros al este de Varsovia.